# 레케베리시

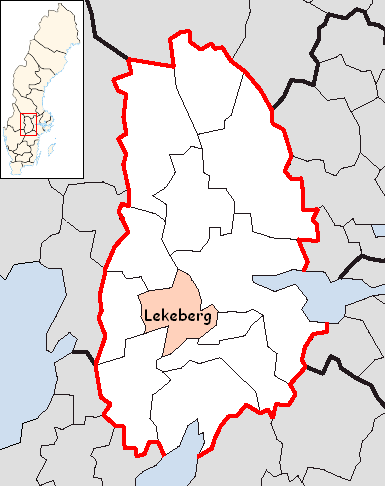
레케베리 시의 위치

레케베리시(스웨덴어: Lekebergs kommun)는 스웨덴 외레브로주에 위치한 지방 자치체로 행정 중심지는 피우게스타이며 면적은 481.63km2, 인구는 7,636명(2016년 12월 31일 기준), 인구 밀도는 16명/km2이다.

시 문장